# Max i la banda salvatge
Max i la banda salvatge (títol original en alemany, Max und die wilde 7) és una pel·lícula alemanya del 2020 dirigida per Winfried Oelsner. L'adaptació d'imatge real es basa en el llibre infantil homònim Max und die Wilde Sieben – Das schwarze Ass de Lisa-Marie Dickreiter i Winfried Oelsner del 2014. S'ha doblat al valencià per a À Punt.

## Premis i reconeixements
- Premi Kindertiger de 2021[4]